# Macbeth (film, 1908)
Pour les articles homonymes, voir Macbeth.
Pour plus de détails, voir Fiche technique et Distribution.
Macbeth est un film américain muet réalisé par James Stuart Blackton, sorti en 1908.

## Fiche technique
- Titre original : Macbeth
- Pays d'origine :  États-Unis
- Année : 1908
- Réalisation : James Stuart Blackton
- Histoire : William Shakespeare, d'après sa pièce éponyme
- Production : James Stuart Blackton
- Société de production : Vitagraph Company of America
- Société de distribution : Vitagraph Company of America
- Format : Noir et blanc – 1,33:1 – 35 mm – Muet
- Genre : Drame
- Durée : 9 minutes
- Dates de sortie : États-Unis : 19 avril 1908

## Distribution
- William Ranous : Macbeth
- Louise Carver : Lady Macbeth
- Paul Panzer : Macduff
- Charles Kent : Duncan / Banquo
- Florence Lawrence : invitée du banquet
- Florence Turner : invitée du banquet